# Nuria Garrote
Núria Garrote Camuñez (Barcelona, 10 de junio de 1997) es una futbolista española.
Es hermana de Pilar Garrote.

## Trayectoria
Juega en la posición de Defensa, se inició practicando fútbol sala en un equipo del barrio de Lloreda de Badalona, junto con su hermana gemela Pilar. Posteriormente, se formó en la cantera del Club Deportivo Sant Gabriel y, a los doce años, en las categorías de formación del Fútbol Club Barcelona, con el que debutó en la Primera división. Con el club azulgrana, consiguió dos Ligas españolas (2013-14, 2014-15) y una Copa de la Reina (2014). En junio de 2016 fichó por el Real Club Deportivo Español, y después, jugó en el Club Deportivo Seagull. En 2021 fichó por el Fútbol Club Levante Las Planas de la Segunda división estatal con el que logró el ascenso a la Primera división. Internacional con la selección española en categorías inferiores, fue subcampeona del mundo sub-17 (2014).